# Jacques-Joseph Moreau de Tours

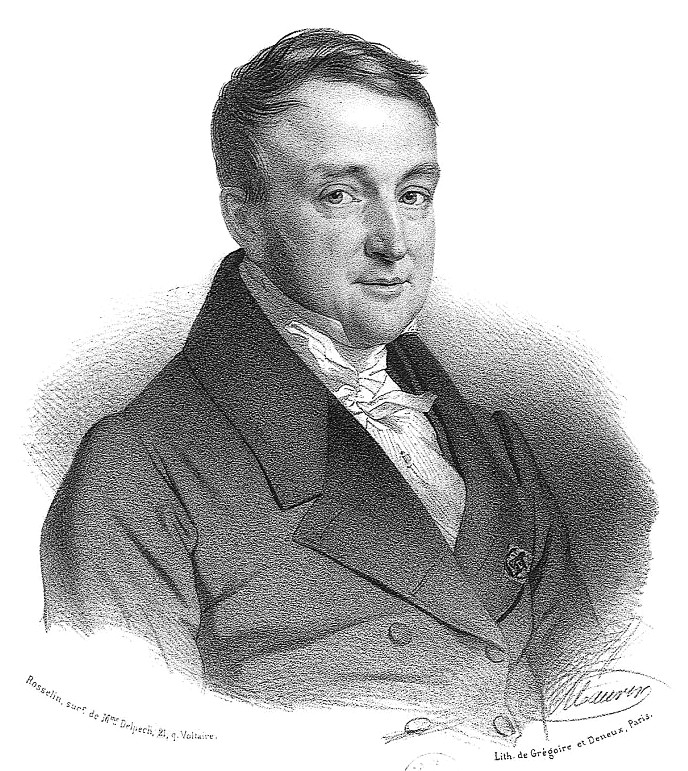
Jacques-Joseph Moreau de Tours.

Jacques-Joseph Moreau de Tours, född 3 juni 1804, död 26 juni 1884, var en fransk psykiater.
Moreau de Tours var lärjunge till Esquirol. Han blev 1840 läkare vid Bicêtre och övergick sedermera som chefsläkare till La Salpêtrière. Han var den förste att beskriva både psykoser triggade av haschkonsumtion och det tillstånd av psykisk avtrubbning som kallas amotivationssyndrom. Under sina långa utlandsresor, bland annat i Orienten, fick han rikliga tillfällen att studera utbredningen av haschisch, särskilt hos araberna. Av vad han senare berättat om resorna framgår att han då själv prövade drogen. Han beskrev nämligen lyriskt de upplevelser "detta fantastiska ämne" framkallade och som det var omöjligt att förstå "speciellt för någon som inte prövat det". 
Hemkommen påbörjade han en experimentell forskning över de psykofarmakologiska verkningarna av extraktet från indisk hampa. Han tillredde en grön pasta, en slags sylt (elektuarium). Den bestod av hasch, kanel, kryddnejlika, muskot, pistasch, socker, apelsinjuice, smör och spansk fluga. Moreau prövade medlet både på sig själv och på andra, inte minst sina entusiastiska elever som fick äta det i varierande doser. 
Med vetenskaplig noggrannhet genomförde han två parallella studier och jämförde resultaten. Alla hade detaljrikt och sakligt fått redovisa sina upplevelser, och Moreau hade dessutom gjort exakta observationer av de haschpåverkades beteenden och yttranden. I boken Du Haschisch et de l'Alienation Mentale (1845) beskrev han ingående medlets verkan och de sinnesupplevelser det gett upphov till. Därigenom blev Moreau skaparen av psykofarmakologin. Moreaus studier innefattade dels symptomen hos haschruset jämfört med symptomen vid mentalsjukdomar, dels terapeutiska försök. De senare var i stort sett misslyckanden. 
Genom sina experiment kom Moreau fram till uppfattningen att mentalsjukdomar hade organiskt ursprung. Cannabisruset använde han som en modellpsykos varigenom han sökte vinna kunskap om de organiskt-kemiska förändringarna i hjärnan vid mentalsjukdomar - ett än i dag olöst problem. Moreaus verksamhet inspirerade författaren Théophile Gautier att bilda den med tiden berömda Le Club des Haschischins. Moreau var medlem i klubben, tog varje månad emot medlemmarna och serverade dem den gröna sylten ur en kristallskål.
Bland hans skrifter märks även bland annat Les facultés morales considérées sous le point de vue médical (1836), Recherches sur les aliénés en Orient (1843), La psychologie morbide dans ses rapports avec la philosophie de l’histoire (1859) och Traité pratique de la folie névropathique (1869).